# Spoorlijn Épinay-Villetaneuse - Le Tréport-Mers
De Spoorlijn Épinay-Villetaneuse - Le Tréport-Mers is een Franse spoorlijn van Épinay-sur-Seine naar Le Tréport. De lijn is 174,2 km lang en heeft als lijnnummer 325 000.

## Geschiedenis
De lijn werd aangelegd door de Compagnie des chemins de fer du Nord en en diverse gedeeltes geopend tussen 1872 en 1877 en vormde vanaf de opening een belangrijke verkeersas van Parijs naar zee.
Het zuidelijke gedeelte tot Persan - Beaumont wordt druk bereden door de treinen van de Transilien H en tot Beauvais is er veel forensenverkeer met Transport Express Régional treinen. Tussen Beauvais en de kust er met name seizoensverkeer. 

## Treindiensten
De SNCF verzorgt het personenvervoer op dit traject met TER en Transilien treinen.
| Serie   | Treinsoort        | Route | Bijzonderheden |
| ------- | ----------------- | --- | -------------- |
| C 17    | TER (SNCF)        | Paris-Nord – Persan - Beaumont – Beauvais |                |
| P 30    | TER (SNCF)        | Beauvais – Abancourt – Eu – Tréport-Mers |                |
| P 32    | TER (SNCF)        | Beauvais – Rochy-Condé – Creil |                |
| Trans H | Transilien (SNCF) | [ Paris-Nord – Épinay - Villetaneuse – [ Montsoult - Maffliers – [ Luzarches ] / [ Persan - Beaumont ] ] / [ Ermont - Eaubonne – [ Pontoise ] / [ Persan - Beaumont ] ] ] / [ Pontoise – Valmondois – Persan - Beaumont – Creil ] |                |

## Aansluitingen
In de volgende plaatsen is of was er een aansluiting op de volgende spoorlijnen:
Épinay-Villetaneuse
RFN 330 000, spoorlijn tussen Saint-Denis en Dieppe
Montsoult-Maffliers
RFN 315 000, spoorlijn tussen Montsoult-Maffliers en Luzarches
Persan-Beaumont
RFN 329 000, spoorlijn tussen Pierrelaye en Creil
Méru
RFN 325 911, bedieningsspoor ZI de Méru
Beauvais
RFN 316 000, spoorlijn tussen Creil en Beauvais
RFN 332 000, spoorlijn tussen Beauvais en Gisors-Embranchement
RFN 325 606, stamlijn Beauvais 2
RFN 325 611, stamlijn Beauvais 1
Saint-Omer-en-Chaussée
RFN 320 000, spoorlijn tussen Saint-Omer-en-Chaussée en Vers
Feuquières-Broquiers
lijn tussen Feuquières en Ponthoile
Abancourt
RFN 321 000, spoorlijn tussen Saint-Roch en Darnétal-Bifurcation
Longroy-Gamaches
RFN 322 000, spoorlijn tussen Canaples en Longroy-Gamaches
Ponts-et-Marais
RFN 325 306, raccordement militaire van Ponts-et-Marais
Eu
RFN 323 000, spoorlijn tussen Abbeville en Eu
RFN 356 000, spoorlijn tussen Rouxmesnil en Eu
RFN 356 306, raccordement militaire van Eu
Tréport-Mers
RFN 325 506, havenspoorlijn Le Tréport-Mers

## Elektrische tractie
De lijn werd in verschillende gedeeltes geëlektrificeerd met een spanning van 25.000 volt 50 Hz. Tussen Épinay-Villetaneuse en Persan-Beaumont in 1970 en tussen Persan-Beaumont en Beauvais in 1999.

## Galerij

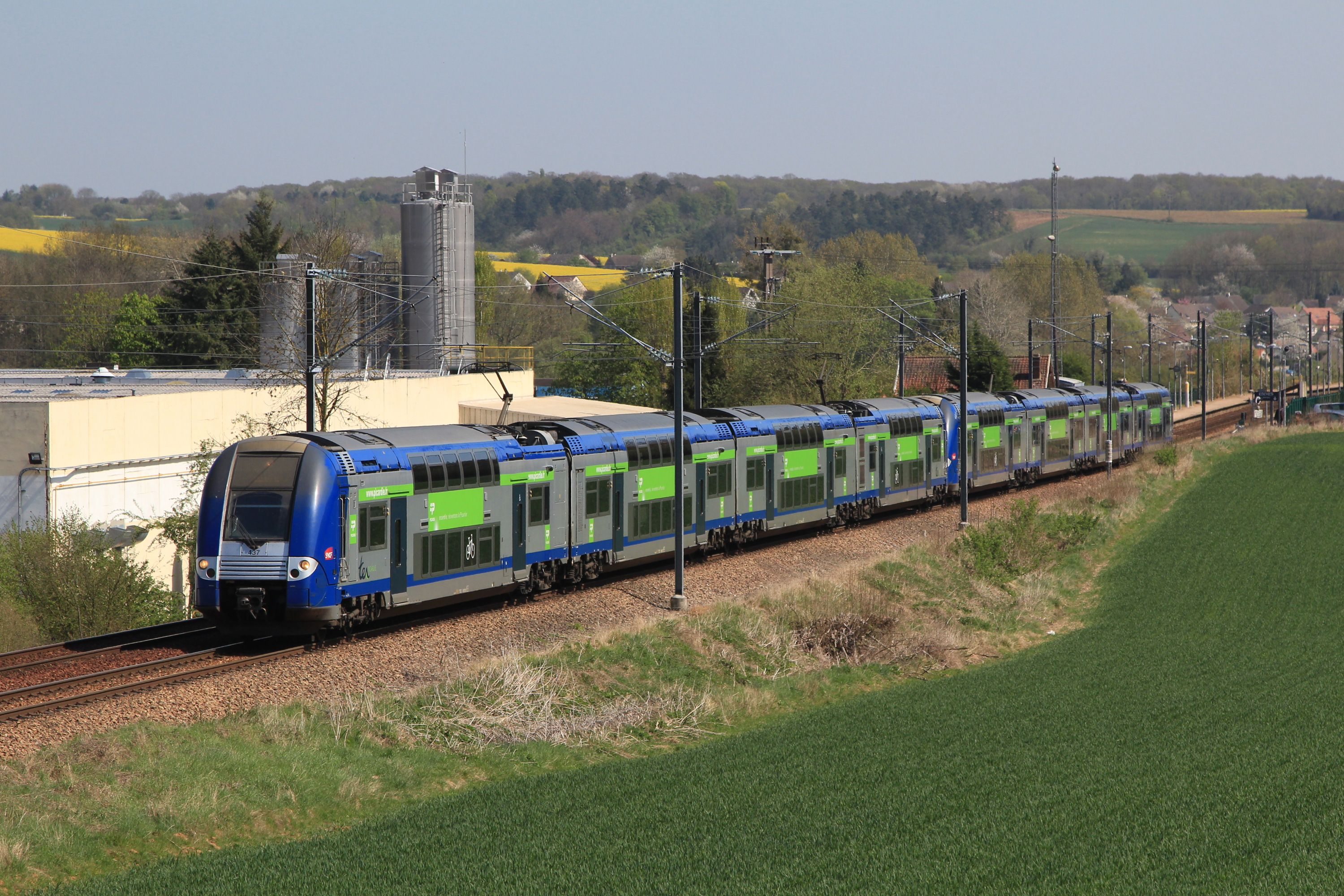
TER trein bij het station van Esches
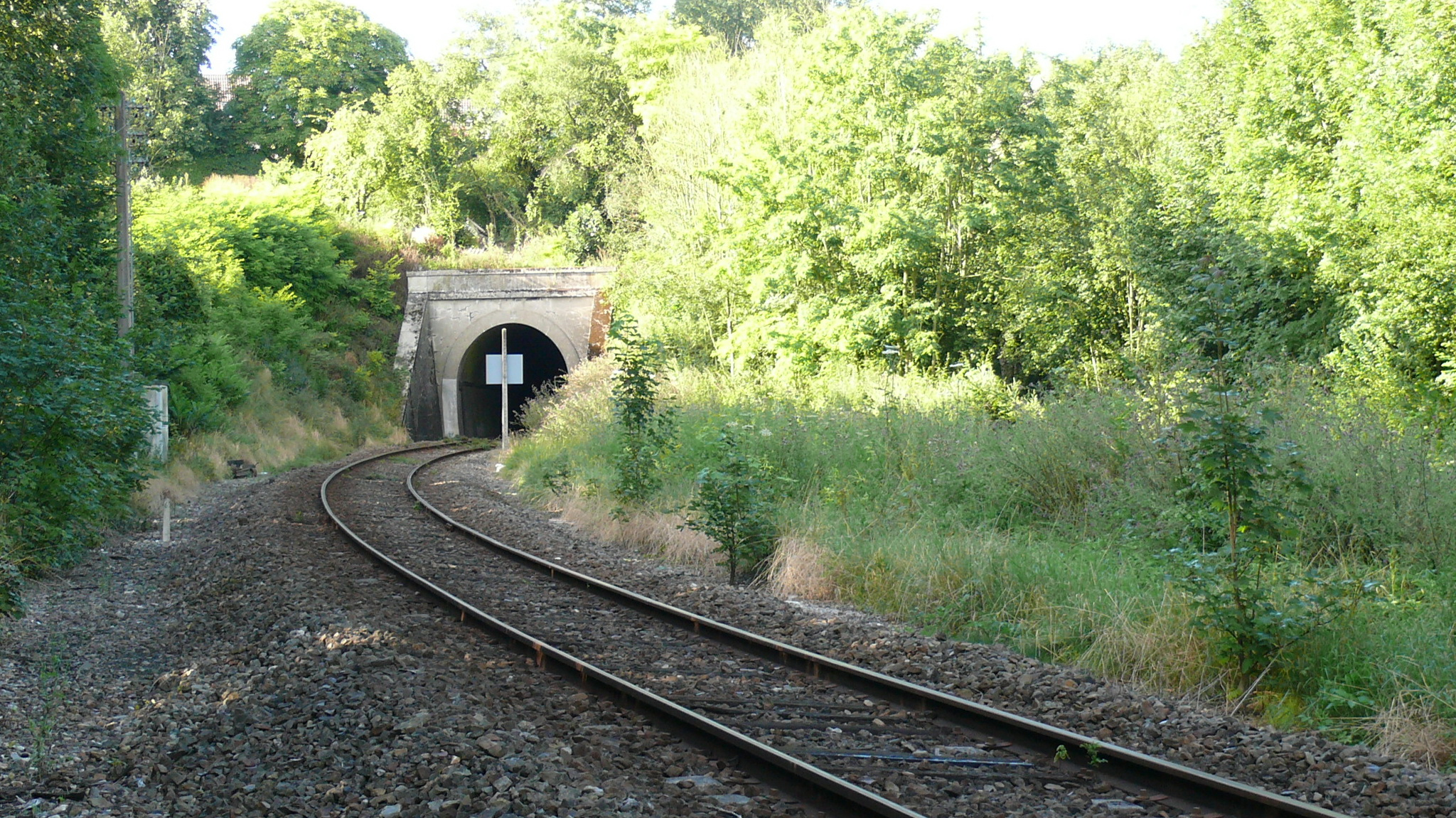
Tunnel van Marseille-en-Beauvaisis in 2007
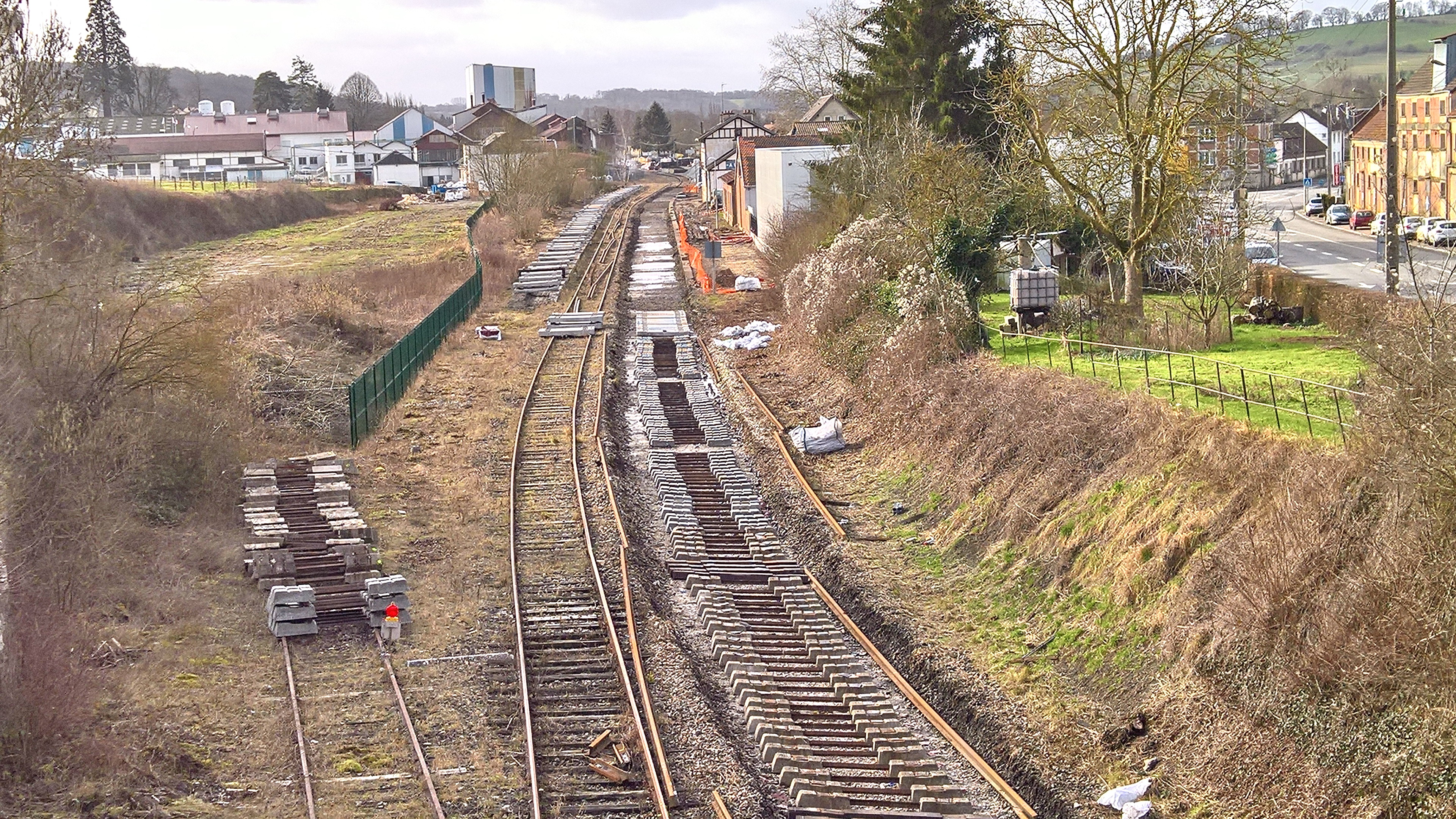
Renovatie van de spoorlijn in Aumale in februari 2019
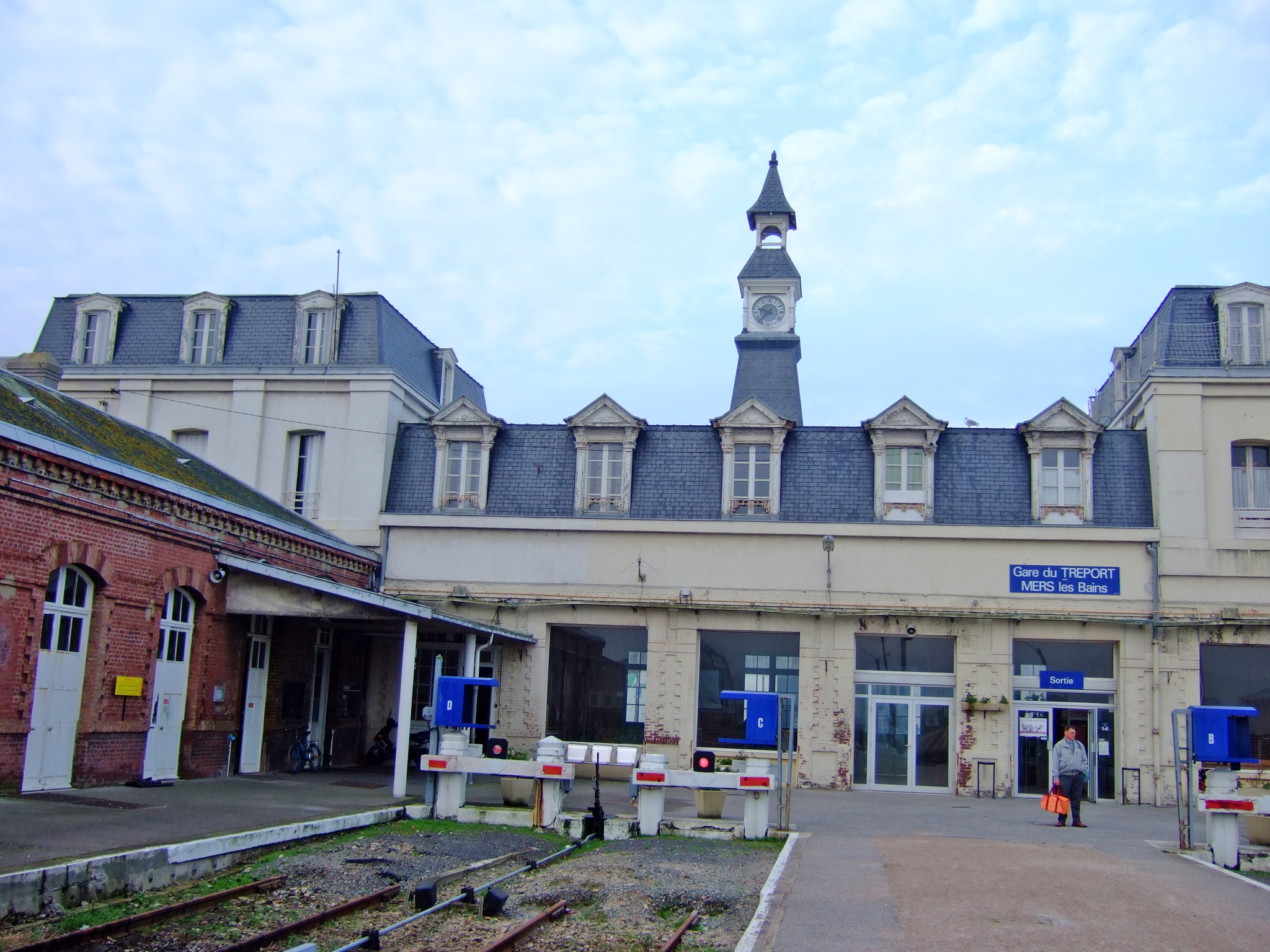
Station Tréport-Mers in 2008